# The freelancer
|  | Denne artikel er oprettet af botten PalnaBot ud fra en ekstern database. Den kan derfor have sproglige fejl eller mangler. Denne skabelon kan fjernes efter kontrol af indholdet. |

The freelancer er en film instrueret af Torben Shjødt Jensen.

## Handling
En personlig fortolkning af et af den danske forfatter Knud Holtens digte. Filmen er en dansk Tarantino-lignende "thriller" med et karakteristisk æstetisk udtryk. En fugl, en kvinde, en mand, en ...